# Qugu
Qugu (kinesiska: 曲谷乡, 曲谷) är en socken i Kina. Den ligger i provinsen Sichuan, i den sydvästra delen av landet, omkring 140 kilometer nordväst om provinshuvudstaden Chengdu. Antalet invånare är 1 984. Befolkningen består av 963 kvinnor och 1 021 män. Barn under 15 år utgör 20,0 %, vuxna 15-64 år 71 %, och äldre över 65 år 7,0 %.
Genomsnittlig årsnederbörd är 1 226 millimeter. Den regnigaste månaden är juli, med i genomsnitt 253 mm nederbörd, och den torraste är januari, med 11 mm nederbörd.